# インターナショナル・チャンピオンズ・カップ 2015
インターナショナル・チャンピオンズ・カップ 2015（英: International Champions Cup 2015）は、2015年7月11日から8月5日まで行われたプレシーズン大会。2013年に第1回大会が行われて以来、第3回目の大会である。

## 開催方式
今大会はオーストラリア、中国、北米（一部欧州）の3地域に分かれて行われる。

## 出場クラブ

### オーストラリア
| 所在国       | クラブ名           | 所在大陸 | リーグ                 | 回数  |
| ------------ | ------------------ | -------- | ---------------------- | ----- |
| イングランド | マンチェスターC.   | UEFA     | プレミアリーグ         | 2回目 |
| イタリア     | ローマ             | UEFA     | セリエA                | 2回目 |
| スペイン     | レアル・マドリード | UEFA     | リーガ・エスパニョーラ | 3回目 |

### 中国
| 所在国   | クラブ名           | 所在大陸 | リーグ                 | 回数  |
| -------- | ------------------ | -------- | ---------------------- | ----- |
| イタリア | インテル           | UEFA     | セリエA                | 3回目 |
| イタリア | ACミラン           | UEFA     | セリエA                | 3回目 |
| スペイン | レアル・マドリード | UEFA     | リーガ・エスパニョーラ | 3回目 |

### 北米・欧州
| 所在国       | クラブ名                   | 所在大陸 | リーグ                 | 回数   |
| ------------ | -------------------------- | -------- | ---------------------- | ------ |
| イングランド | チェルシー                 | UEFA     | プレミアリーグ         | 2回目  |
| イングランド | マンチェスターU.           | UEFA     | プレミアリーグ         | 2回目  |
| フランス     | パリ・サンジェルマン       | UEFA     | リーグ・アン           | 初出場 |
| イタリア     | フィオレンティーナ         | UEFA     | セリエA                | 初出場 |
| メキシコ     | クルブ・アメリカ           | CONCACAF | リーガMX               | 初出場 |
| ポルトガル   | ベンフィカ                 | UEFA     | プリメイラ・リーガ     | 初出場 |
| スペイン     | バルセロナ                 | UEFA     | リーガ・エスパニョーラ | 初出場 |
| アメリカ     | ロサンゼルス・ギャラクシー | CONCACAF | メジャーリーグサッカー | 2回目  |
| アメリカ     | ニューヨーク・レッドブルズ | CONCACAF | メジャーリーグサッカー | 初出場 |
| アメリカ     | サンノゼ・アースクエイクス | CONCACAF | メジャーリーグサッカー | 初出場 |

## 会場
| メルボルン                                                         | 広州                                                                        | 上海                                                                          | 深圳                                                                          | トロント                                                               |
| ------------------------------------------------------------------ | --------------------------------------------------------------------------- | ----------------------------------------------------------------------------- | ----------------------------------------------------------------------------- | ---------------------------------------------------------------------- |
| メルボルン・クリケット・グラウンド                                 | 天河体育中心体育場                                                          | 上海体育場                                                                    | 深圳大運中心                                                                  | BMOフィールド                                                          |
| 南緯37度49分12秒 東経144度59分0秒 / 南緯37.82000度 東経144.98333度 | 北緯23度8分26.33秒 東経113度19分9.58秒 / 北緯23.1406472度 東経113.3193278度 | 北緯31度11分0.61秒 東経121度26分14.28秒 / 北緯31.1835028度 東経121.4373000度  | 北緯22度41分49.70秒 東経114度12分43.90秒 / 北緯22.6971389度 東経114.2121944度 | 北緯43度37分58秒 西経79度25分7秒 / 北緯43.63278度 西経79.41861度       |
| 収容人数: 100,024                                                  | 収容人数: 58,500                                                            | 収容人数: 56,842                                                              | 収容人数: 60,334                                                              | 収容人数: 30,000                                                       |
|                                                                    |                                                                             |                                                                               |                                                                               |                                                                        |
| ロンドン                                                           | フィレンツェ                                                                | メキシコシティ                                                                | シカゴ                                                                        | カーソン                                                               |
| スタンフォード・ブリッジ                                           | アルテミオ・フランキ                                                        | エスタディオ・アステカ                                                        | ソルジャー・フィールド                                                        | スタブハブ・センター                                                   |
| 北緯51度28分54秒 西経0度11分28秒 / 北緯51.48167度 西経0.19111度    | 北緯43度46分50.96秒 東経11度16分56.13秒 / 北緯43.7808222度 東経11.2822583度 | 北緯19度18分10.48秒 西経99度9分1.59秒 / 北緯19.3029111度 西経99.1504417度     | 北緯41度51分45秒 西経87度37分0秒 / 北緯41.86250度 西経87.61667度              | 北緯33度51分52秒 西経118度15分40秒 / 北緯33.86444度 西経118.26111度    |
| 収容人数: 41,798                                                   | 収容人数: 47,282                                                            | 収容人数: 95,500                                                              | 収容人数: 61,500                                                              | 収容人数: 27,000                                                       |
|                                                                    |                                                                             |                                                                               |                                                                               |                                                                        |
| バークレー                                                         | ランドーバー                                                                | シアトル                                                                      | サンノゼ                                                                      | サンタクララ                                                           |
| カリフォルニア記念スタジアム                                       | フェデックスフィールド                                                      | センチュリーリンク・フィールド                                                | アバイア・スタジアム                                                          | リーバイス・スタジアム                                                 |
| 北緯37度52分16秒 西経122度15分3秒 / 北緯37.87111度 西経122.25083度 | 北緯38度54分28秒 西経76度51分52秒 / 北緯38.90778度 西経76.86444度           | 北緯47度35分42.72秒 西経122度19分53.76秒 / 北緯47.5952000度 西経122.3316000度 | 北緯37度21分5秒 西経121度55分30秒 / 北緯37.35139度 西経121.92500度            | 北緯37度24分10.8秒 西経121度58分12秒 / 北緯37.403000度 西経121.97000度 |
| 収容人数: 62,467                                                   | 収容人数: 79,000                                                            | 収容人数: 67,000                                                              | 収容人数: 18,000                                                              | 収容人数: 68,500                                                       |
|                                                                    |                                                                             |                                                                               |                                                                               |                                                                        |
| ハリソン                                                           | パサデナ                                                                    | イーストハートフォード                                                        | シャーロット                                                                  |                                                                        |
| レッドブル・アリーナ                                               | ローズボウル                                                                | レンチュラー・フィールド                                                      | バンク・オブ・アメリカ・スタジアム                                            |                                                                        |
| 北緯40度44分12秒 西経74度9分1秒 / 北緯40.73667度 西経74.15028度    | 北緯34度9分41秒 西経118度10分3秒 / 北緯34.16139度 西経118.16750度           | 北緯41度45分35秒 西経72度37分8秒 / 北緯41.75972度 西経72.61889度              | 北緯35度13分33秒 西経80度51分10秒 / 北緯35.22583度 西経80.85278度             |                                                                        |
| 収容人数: 25,000                                                   | 収容人数: 92,542                                                            | 収容人数: 40,642                                                              | 収容人数: 74,455                                                              |                                                                        |
|                                                                    |                                                                             |                                                                               |                                                                               |                                                                        |

## 結果

### オーストラリア
| 順 | チーム                 | 試 | 勝 | PK勝 | PK敗 | 敗 | 得 | 失 | 差 | 点 |
| -- | ---------------------- | -- | -- | ---- | ---- | -- | -- | -- | -- | -- |
| 1  | レアル・マドリード (C) | 2  | 1  | 0    | 1    | 0  | 4  | 1  | +3 | 4  |
| 2  | ローマ                 | 2  | 0  | 1    | 1    | 0  | 2  | 2  | 0  | 3  |
| 3  | マンチェスター・シティ | 2  | 0  | 1    | 0    | 1  | 3  | 6  | −3 | 2  |

最終更新は2015年7月24日の試合終了時
出典: AUSTRALIA
順位の決定基準: 1. 勝点; 2. 得失点差; 3. 得点数.

| 2015年7月18日 19:00（UTC+10） |

| レアル・マドリード                                                             | 0 - 0    | ローマ                                                                 |
|                                                                                | レポート |                                                                        |
|                                                                                | PK戦     |                                                                        |
| ダニーロ クロース ルーカス・シウヴァ イスコ ベンゼマ ナチョ ルーカス・バスケス | 6 - 7    | ピャニッチ リャイッチ デストロ フロレンツィ イトゥルベ パレデス ケイタ |

| メルボルン・クリケット・グラウンド (メルボルン) 観客数: 80,746人 主審: マーク・クラッテンバーグ |

| 2015年7月21日 20:00（UTC+10） |

| ローマ                                                      | 2 - 2    | マンチェスター・シティ                                  |
| ピャニッチ 8分 · リャイッチ 87分                            | レポート | スターリング 3分 · イヘアナチョ 51分                    |
|                                                             | PK戦     |                                                         |
| ナインゴラン リャイッチ デストロ ファルケ ドゥンビア ケイタ | 4 - 5    | トゥーレ コラロフ ナバス ロペス ハート ホースフィールド |

| メルボルン・クリケット・グラウンド (メルボルン) 観客数: 41,134人 主審: ジャレッド・ジレット |

| 2015年7月24日 20:00（UTC+10） |

| マンチェスター・シティ | 1 - 4    | レアル・マドリード                                            |
| トゥーレ 45+4分 (PK)   | レポート | ベンゼマ 21分 · ロナウド 25分 · ペペ 44分 · チェリシェフ 73分 |

| メルボルン・クリケット・グラウンド (メルボルン) 観客数: 99,382人 主審: 木村博之 |

### 中国
| 順 | チーム                 | 試 | 勝 | PK勝 | PK敗 | 敗 | 得 | 失 | 差 | 点 |
| -- | ---------------------- | -- | -- | ---- | ---- | -- | -- | -- | -- | -- |
| 1  | レアル・マドリード (C) | 2  | 1  | 1    | 0    | 0  | 3  | 0  | +3 | 5  |
| 2  | ACミラン               | 2  | 1  | 0    | 1    | 0  | 1  | 0  | +1 | 4  |
| 3  | インテル               | 2  | 0  | 0    | 0    | 2  | 0  | 4  | −4 | 0  |

最終更新は2015年7月30日の試合終了時
出典: CHINA
順位の決定基準: 1. 勝点; 2. 得失点差; 3. 得点数.

| 2015年7月25日 20:00（UTC+8） |

| ACミラン      | 1 - 0    | インテル |
| メクセス 62分 | レポート |          |

| 深圳大運中心 (深圳) 観客数: 38,497人 主審: 譚海 |

| 2015年7月27日 20:00（UTC+8） |

| インテル | 0 - 3    | レアル・マドリード                      |
|          | レポート | ヘセ 29分 · ヴァラン 56分 · ハメス 88分 |

| 天河体育中心体育場 (広州) 観客数: 39,896人 主審: 傅明 |

| 2015年7月30日 20:00（UTC+8） |

| レアル・マドリード                                                                               | 0 - 0    | ACミラン |
|                                                                                                  | レポート | |
|                                                                                                  | PK戦     | |
| ハメス マルセロ カゼミーロ ラモス クロース カルバハル ナチョ チェリシェフ イスコ ヘセ カシージャ | 10 - 9   | デ・ヨング マトリ バッカ 本田圭佑 アドリアーノ モントリーヴォ サパタ マウリ カラブリア パレッタ ドンナルンマ |

| 上海体育場 (上海) 主審: 王迪 |

### 北米・欧州
MLSに所属するクラブの成績には、当該クラブ間で行われたMLSの成績も加える。
| 順 | チーム                       | 試 | 勝 | PK勝 | 分 | PK敗 | 敗 | 得 | 失 | 差 | 点 |
| -- | ---------------------------- | -- | -- | ---- | -- | ---- | -- | -- | -- | -- | -- |
| 1  | パリ・サンジェルマン (C)     | 4  | 3  | 0    | 0  | 1    | 0  | 10 | 5  | +5 | 10 |
| 2  | ニューヨーク・レッドブルズ   | 4  | 3  | 0    | 1  | 0    | 0  | 9  | 4  | +5 | 10 |
| 3  | マンチェスター・ユナイテッド | 4  | 3  | 0    | 0  | 0    | 1  | 7  | 4  | +3 | 9  |
| 4  | フィオレンティーナ           | 4  | 2  | 1    | 0  | 0    | 1  | 5  | 5  | 0  | 8  |
| 5  | ロサンゼルス・ギャラクシー   | 4  | 2  | 0    | 1  | 0    | 1  | 9  | 6  | +3 | 7  |
| 6  | クルブ・アメリカ             | 4  | 1  | 0    | 0  | 1    | 2  | 3  | 4  | −1 | 4  |
| 7  | バルセロナ                   | 4  | 1  | 0    | 0  | 1    | 2  | 6  | 8  | −2 | 4  |
| 8  | チェルシー                   | 4  | 0  | 2    | 0  | 0    | 2  | 5  | 8  | −3 | 4  |
| 9  | ベンフィカ                   | 4  | 0  | 1    | 0  | 1    | 2  | 3  | 5  | −2 | 3  |
| 10 | サンノゼ・アースクエイクス   | 4  | 0  | 0    | 0  | 0    | 4  | 4  | 12 | −8 | 0  |

最終更新は2015年8月5日の試合終了時
出典: N.AMERICA
順位の決定基準: 1. 勝点; 2. 得失点差; 3. 得点数.

| 2015年4月17日 19:00（UTC-4） |

| ニューヨーク・レッドブルズ | 2 - 0    | サンノゼ・アースクエイクス |
|                            | レポート |                            |

| レッドブル・アリーナ (ハリソン, ニュージャージー州) |

| 2015年4月26日 17:00（UTC-4） |

| ニューヨーク・レッドブルズ | 1 - 1    | ロサンゼルス・ギャラクシー |
|                            | レポート |                            |

| レッドブル・アリーナ (ハリソン, ニュージャージー州) |

| 2015年7月14日 19:30（UTC-7） |

| サンノゼ・アースクエイクス | 1 - 2    | クルブ・アメリカ                |
| グッドソン 24分            | レポート | アンドラーデ 76分 · リベラ 83分 |

| アバイア・スタジアム (サンノゼ, カリフォルニア州) 観客数: 18,000人 主審: アレハンドロ・マリスカル |

| 2015年7月17日 20:00（UTC-7） |

| クルブ・アメリカ | 0 - 1    | マンチェスター・ユナイテッド |
|                  | レポート | シュナイデルラン 5分         |

| センチュリーリンク・フィールド (シアトル, ワシントン州) 観客数: 46,857人 主審: エドヴィン・ジュリセヴィッチ |

| 2015年7月18日 20:30（UTC-4） |

| ベンフィカ                    | 2 - 3    | パリ・サンジェルマン                                     |
| タリスカ 34分 · ジョナス 42分 | レポート | オーギュスタン 29分 · ルーカス 64分 (PK) · ディニュ 79分 |

| BMOフィールド (トロント) 観客数: 17,853人 主審: ドリュー・フィッシャー |

| 2015年7月21日 20:30（UTC-4） |

| パリ・サンジェルマン                                                    | 4 - 2    | フィオレンティーナ               |
| マテュイディ 35分 · オーギュスタン 41分, 75分 · イブラヒモヴィッチ 69分 | レポート | ホアキン 60分 · ロッシ 79分 (PK) |

| レッドブル・アリーナ (ハリソン, ニュージャージー州) 観客数: 16,104人 主審: ホセ・カルロス・リベロ |

| 2015年7月21日 20:00（UTC-7） |

| バルセロナ                    | 2 - 1    | ロサンゼルス・ギャラクシー |
| スアレス 45分 · ロベルト 56分 | レポート | マイヤー 90+1分            |

| ローズボウル (パサデナ, カリフォルニア州) 観客数: 93,226人 主審: イスマイル・エルファス |

| 2015年7月21日 20:00（UTC-7） |

| マンチェスター・ユナイテッド            | 3 - 1    | サンノゼ・アースクエイクス |
| マタ 32分 · デパイ 37分 · ペレイラ 61分 | レポート | アラシェ 42分              |

| アバイア・スタジアム (サンノゼ, カリフォルニア州) 観客数: 18,000人 主審: ファン・グスマン |

| 2015年7月22日 20:00（UTC-4） |

| ニューヨーク・レッドブルズ                                | 4 - 2    | チェルシー                  |
| カステラノス 51分 · アダムス 70分 · デイヴィス 73分, 77分 | レポート | レミー 26分 · アザール 75分 |

| レッドブル・アリーナ (ハリソン, ニュージャージー州) 観客数: 24,076人 主審: ロベルト・シビガ |

| 2015年7月24日 20:00（UTC-4） |

| ベンフィカ                                                       | 0 - 0    | フィオレンティーナ                             |
|                                                                  | レポート |                                                |
|                                                                  | PK戦     |                                                |
| アルメイダ ピッツィ シルヴィオ オリヴェイラ カルセラ＝ゴンサレス | 4 - 5    | パスクアル バデリ イリチッチ レビッチ スアレス |

| レンチュラー・フィールド (イーストハートフォード, コネチカット州) 観客数: 15,791人 主審: ソリン・ストイカ |

| 2015年7月25日 13:00（UTC-7） |

| バルセロナ        | 1 - 3    | マンチェスター・ユナイテッド                     |
| ラフィーニャ 90分 | レポート | ルーニー 8分 · リンガード 65分 · ヤヌザイ 90+1分 |

| リーバイス・スタジアム (サンタクララ, カリフォルニア州) 観客数: 68,416人 主審: バルドメロ・トレド |

| 2015年7月25日 18:00（UTC-4） |

| パリ・サンジェルマン                                                 | 1 - 1    | チェルシー                                                                   |
| イブラヒモヴィッチ 25分                                              | レポート | モーゼス 64分                                                                |
|                                                                      | PK戦     |                                                                              |
| モッタ ラビオ オンジェンダ バエベック カバーニ マルキーニョス シウバ | 5 - 6    | ファルカオ アスピリクエタ クアドラード レミー オスカル ウィリアン クルトゥワ |

| バンク・オブ・アメリカ・スタジアム (シャーロット, ノースカロライナ州) 観客数: 61,224人 主審: テッド・アンケル |

| 2015年7月26日 19:30（UTC-4） |

| ニューヨーク・レッドブルズ              | 2 - 1    | ベンフィカ   |
| ライト＝フィリップス 34分 · グレラ 56分 | レポート | ピッツィ 7分 |

| レッドブル・アリーナ (ハリソン, ニュージャージー州) 観客数: 18,096人 主審: Alex Chilowicz |

| 2015年7月28日 20:00（UTC-4） |

| チェルシー                          | 2 - 2    | バルセロナ                              |
| アザール 10分 · ケーヒル 86分       | レポート | スアレス 52分 · サンドロ 66分           |
|                                     | PK戦     |                                         |
| ファルカオ モーゼス ラミレス レミー | 4 - 2    | イニエスタ ハリロヴィッチ ピケ サンドロ |

| フェデックスフィールド (ランドーバー, メリーランド州) 観客数: 78,914人 主審: アレン・チャップマン |

| 2015年7月28日 21:00（UTC-5） |

| クルブ・アメリカ                         | 0 - 0    | ベンフィカ                                         |
|                                          | レポート |                                                    |
|                                          | PK戦     |                                                    |
| マルティネス スニガ マリン コルラ ロセル | 3 - 4    | クリスタンテ ガイタン サマリス サントス ロドリゲス |

| エスタディオ・アステカ (メキシコシティ) 観客数: 73,472人 主審: ホルヘ・イサアク・ ロハス・カスティージョ |

| 2015年7月29日 20:00（UTC-5） |

| マンチェスター・ユナイテッド | 0 - 2    | パリ・サンジェルマン                        |
|                              | レポート | マテュイディ 25分 · イブラヒモヴィッチ 34分 |

| ソルジャー・フィールド (シカゴ, イリノイ州) 観客数: 61,351人 主審: アラン・ケリー |

| 2015年8月2日 21:00（UTC+2） |

| フィオレンティーナ       | 2 - 1    | バルセロナ    |
| ベルナルデスキ 4分, 12分 | レポート | スアレス 17分 |

| アルテミオ・フランキ (フィレンツェ) 主審: マッシミリアーノ・イラーティ |

| 2015年8月5日 20:00（UTC+1） |

| チェルシー | 0 - 1    | フィオレンティーナ |
|            | レポート | ロドリゲス 57分    |

| スタンフォード・ブリッジ (ロンドン) 観客数: 41,435人 主審: デイヴィッド・クート |

## 得点ランキング
| 順位 | 選手                           | 所属                       | 得点 |
| ---- | ------------------------------ | -------------------------- | ---- |
| T1   | ズラタン・イブラヒモヴィッチ   | パリ・サンジェルマン       | 3    |
| T1   | ジャン＝ケビン・オーギュスタン | パリ・サンジェルマン       | 3    |
| T1   | ルイス・スアレス               | バルセロナ                 | 3    |
| T4   | エデン・アザール               | チェルシー                 | 2    |
| T4   | ブレーズ・マテュイディ         | パリ・サンジェルマン       | 2    |
| T4   | ショーン・デイヴィス           | ニューヨーク・レッドブルズ | 2    |
| T4   | フェデリコ・ベルナルデスキ     | フィオレンティーナ         | 2    |